# Via Triunfal (Palatino)
Via Triunfal (em latim: Via Triumphalis) é o nome atribuído, porém sem qualquer autoridade de obras da Antiguidade, de uma via romana situada em Roma. Localizava-se entre os montes Palatino e Célio e ligava o Septizônio com o Coliseu. Em sua extremidade norte, próximo ao Coliseu, está o Arco de Constantino, reformado pelo senado e inaugurado em 315 em homenagem ao imperador Constantino, o Grande (r. 306–337) por sua vitória na batalha da Ponte Mílvia contra Magêncio (r. 306–312).